# Vincenzo Ragusa
Vincenzo Ragusa (Palerme 1841-1927) est un sculpteur italien. Il a joué un rôle important dans le développement de la sculpture moderne japonaise : invité par le gouvernement Meiji, entre 1876 et 1882, il a introduit au Japon les technologies du bronze d'art et les autres techniques européens de la sculpture en bois et de la modélisation du plâtre et de l'argile.

## Biographie
Fils de Dorotea Filippelli et de Michele Ragusa, Vincenzo Ragusa est né à Partanna Mondello, une banlieue de Palerme, en Sicile.
Très jeune, il s'intéresse à l'art.
À 19 ans, il prit part à l'expédition des Mille, et le 1er octobre 1860, sous le commandement de Nino Bixio, il participa à la bataille du Volturno avec d'autres artistes, parmi lesquels se trouvait le peintre sicilien Francesco Lojacono.
En 1865, contre l'avis de son père, il s'engage dans les études de sculpture, parmi ses professeurs il y a Salvatore Lo Forte.
En 1875, il est élu docteur honoris causa de l'Académie de Brera.
En 1889, il épouse l'artiste peintre Kiyohara Tama, qui prit le prénom italien d'Eleonora.